# Берри, Саймон
Саймон Пол Берри (англ. Simon Paul Berry, род. в 1970 году), известный под псевдонимом Art of Trance — британский диджей транс-музыки. Берри также известен как Poltergeist или Vicious Circles и был участником трансовых групп Clanger, Conscious и Union Jack. Он занимается продюсированием музыки с 1993 года. В дополнение к своей работе в качестве артиста, Берри был основателем и главой лейбла Platipus Records, базирующегося в Лондоне. Первоначально его лейбл выпускал только его собственные треки. Его работы сначала распространялись на виниле и компакт-дисках, а затем в цифровом формате.

## Карьера
15 июня 2002 года его трек «Madagascar» достиг первого места в британском чарте танцевальных синглов. Его работа восемь раз попадала в чарты Великобритании как Art of Trance и впервые с "Vicious Circles" под псевдонимом Poltergeist в 1996 году.
Берри сделал ремиксы на ряд треков для других музыкантов, включая Quietman, Moogwai, Indiana, Мэтта Дэри, Стива Яблонски и Энтони Паппа. Ремикс на песню Yello «Vicious Games» с альбома Stella 1985 года, попавший в чарты в 1999 году. В 2003 году он перезаписал новую версию песни Яна Джонстона «Calling your name», которая заняла 80-е место в чарте. Его треки появляются на смешанных сборниках, таких как Tranceport 2, Global Underground 017: London, Upfront Trance, Magik Three: Far from Earth, Oakenfold Anthems, Beyond Euphoria, Ibiza Euphoria и Classic Euphoria.
Музыка Берри была ремикширована такими артистами, как Ферри Корстен, Cygnus X, Perfect Stranger, Майк Дириккс, Майкл Вудс, Telefon Tel Aviv и Гай Барон. Art of Trance выступает на различных международных музыкальных фестивалях и вечеринках. Ему приписывали выпуск для более широкой аудитории сингла Роберта Майлза «Children» после того, как его первоначальный релиз не попал в чарты.
Берри описывает свой стиль как deep trance, основанный на техно гипнотическом прогрессивном хаусе с глубиной и редкими психоделическими и мелодичными элементами. Он называет Depeche Mode, Вангелиса, Исао Томита, Orbital, 808 State, Жан-Мишеля Жарра, Венди Карлос, Хуана Аткинса, Деррика Мэя и Джеффа Миллса в качестве своих музыкальных вдохновителей.

## Дискография

### Альбомы
- 1996 Wildlife on One
- 1999 Voice of Earth
- 2009 Retrospective

### Синглы
- 1993 "Cambodia"
- 1993 "Deeper Than Deep"
- 1993 "Gloria"
- 1993 "The Colours"
- 1995 "Octopus" / "Orange"
- 1996 "Wildlife on One"
- 1996 "Vicious Circles" (as Poltergeist) - UK #32 [5]
- 1997 "Kaleidoscope" - UK #83 [6]
- 1998 "Madagascar" - UK #68 [5]
- 1999 "Breath"
- 1999 "Easter Island" - UK #77 [7]
- 1999 "Madagascar" - UK #48 [8]
- 2000 "Vicious Circles" (as Vicious Circles)
- 2000 "Monsoon"
- 2000 "Breathe" - UK #76 [9]
- 2001 "Killamanjaro" - UK #82 [10]
- 2002 "Madagascar" - UK #41 [8]
- 2002 "Love Washes Over" - UK #60 [11]
- 2004 "Mongoose"
- 2004 "Turkish Bizarre"
- 2005 "Madagascar" / "Monsoon" ("Monsoon" features vocal sample from "Ever So Lonely")
- 2006 "Persia"
- 2009 "Madagascar Remastered 2009"
- 2009 "Voices of Earth" featuring Caroline Lavelle
- 2009 "Swarm"
- 2011 "The Horn"
- 2011 "Chung Kuo"
- 2011 "The Horn"
- 2012 "Praxia"
- 2012 "Stratosphere"
- 2014 "Moroccan Roll" in collaboration with Loud and Domestic
- 2014 "Ricochet"
- 2014 "Humans"
- 2015 "Before the Storm"
- 2015 "Ultrafoxx"
- 2016 "Firebird"
- 2017 "Curve Bender"

### Ремиксы
- 1993 Art of Trance - "Deeper than Deep" (as Poltergeist)
- 1994 Velocity - "Lust"
- 1998 The Young Braves - "Warriors Groove" (as Poltergeist)
- 1999 Quietman - "Tranquil"
- 1999 Yello vs. Hardfloor - "Vicious Games" - UK #88 [12]
- 2001 Moogwai - "The Labyrinth" (as Vicious Circles)
- 2002 Indiana - "Do You Hear Me?"
- 2002 John Occlusion vs. Johen - "Psycho Drums"
- 2003 Jan Johnston - "Calling Your Name"
- 2004 Tekara - "Wanna Be an Angel"
- 2011 Steve Jablonsky - "Arrival to Earth" (with Exist and Arjen van der Hoek)